# 三波春夫
三波春夫（1923年7月19日—2001年4月14日、本名北詰文司）是新潟縣三島郡越路町（現・長岡市）出身的大衆歌謠歌手。曾獲授予紫綬褒章、勲四等旭日小綬章以及新潟縣公民榮誉賞。

## 人物
以浪曲师的身份，有取材于浪曲题材的歌谣浪曲最为得意。特别是以元禄名枪谱俵星玄番为代表的长篇歌谣浪曲方面，三波的演绎最为受到关注和好评。
一直以来以其爽朗舒畅的笑容、精神百倍的演出状态及其「观众就是神（お客様は神様です）」的名言而著称。作为男性歌手，第一次在舞台服装方面使用和服，被认为是第一个着和服登台演唱的男歌手。
提到他，经常会联想到同是浪曲师出身的村田英雄，人們將其視為龙虎对手而津津樂道。其子三波豐和亦為演员及歌手。

## 生平
1939年、时方十六岁的浪曲师 南條文若（なんじょう ふみわか）（即三波春夫）初次登台表演。1944年入伍当时的日本陸軍、并随队前往滿洲（现中国东北）。之后一直在满洲直到战败。战败后被遣送往西伯利亚的俘虏收容所，之后度过了大概四年的西伯利亚俘虏监管生活。三波曾谴责“苏联无视国际法，侵犯俘虏人权的国际罪行，甚至连赔偿金也没有完全没有。”之后与守卫日本国民会议（现在的日本会议）的代表委员等开展反共主義运动。
1949年9月归国。再次以浪曲师的身份回归舞台，并开始崭露头角。1957年6月、以三波春夫为艺名在歌谣界重新首演。
1958年，第九次红白歌会时初登红白。从一九六零年首次作为歌手展开一个月的公演开始，一直效力于在神户艺能社麾下。
1970年以演唱日本万国博览会主题曲《来自世界各国的朋友，你们好！》在APERIA发行的日本万国博览会纪念邮票上登场。这是日本艺人第一次出现在海外发行的邮票上。
在1986年第37回NHK紅白歌合戰上、作为当時連続出场記録最多的（连续29年）白组歌手第29次出场。然而在翌年的1987年第38回NHK紅白歌合戦上、却和紅組歌手中出场最多的島倉千代子一起宣告从此退出红白出场。不過相隔三年後，他還是以特別嘉賓的身份，出席了第40回NHK紅白歌合戦上，並完成了第30次出场。（於上半部的特別企劃《昭和的紅白》環節中出場，演唱曲目為「東京五輪音頭」。）
1994年，被诊断患有前列腺癌。“一边工作一边和疾病斗争。”据说其时三波在对家人的谈话中曾这样谈到，自己仍不会退缩。此后，三波继续努力演唱了《平家物语》以及永六辅作词的《明日开放的花蕾》，以及关于新潟縣出身的词曲家新井满以富士山的主题的曲子的委托，继续精力充沛地在自己开拓的更为崭新的新的音乐之路上阔步前行。
另外，在日本史方面具有深厚造诣的三波更是长年不懈地积极进行着自己在历史相关方面的著述研究工作，当然时时也会讲述关于自己那段在西伯利亚扣留期间的生活感受。
1999年12月31日、在相隔十年之后实现了第31次重回第50回NHK紅白歌合戦的出场、然而这却也是他艺术生涯中在红白上的最后一次登场。此时演唱的元禄名枪谱俵星玄番，亦被称作是三波春夫集六十年艺术岁月辛勤耕耘之大成的心血结晶。
2001年4月14日、因前列腺癌不治在东京都内的医院逝世。享年78岁。
去世的前半年他仍站在故乡越路町的町制纪念活动的舞台上，这里也成了他做为一个现役歌手最后的舞台。
所谓“若空中飘落的的绚烂的樱花般逝去了”便是他的辞世之句。
法号称“「大乗院法音謡導日春居士」”。墓所在东京都杉并区的妙法寺内。
三波死后，其出生地新潟县授予他“新潟县民荣誉奖”的荣誉。授予式在2001年4月29日新潟县运动场集会举行。
他生前发表的乐曲数目高达1058曲，单曲盘销量记录则居2510万枚。

## 榮譽
- 1986年 - 紫綬褒章。
- 1994年 - 勳四等旭日小綬章。

## 作品

### 歌曲
- 大利根無情
- 一本刀土俵入り
- 雪的浪子（雪の渡り鳥）
- 船方さんよ
- チャンチキおけさ
- 沓掛時次郎
- 名月綾太郎武士（名月綾太郎ぶし）
- 忠治流轉笠（忠治流転笠）
- 文左寶船（文左たから船，於1961年的NHK紅白歌合戰中首次壓軸時所演出的曲目）
- 東京五輪音頭（為宣傳日本舉辦奧運而寫成的作品，競爭作品）
- 豪商一代　紀伊國屋文左衛門（長編歌謡浪曲）
- 元祿名槍譜　俵星玄蕃（長編歌謠浪曲）
- 來自世界各國的，你好（日本萬國博覽會主題歌、競爭作品）
- 大東京音頭（競爭作品）
- 你們的囃子（おまんた囃子，是新潟方言，等同「你」（あなた），為複數）
- 尼科利音頭（ニッコリ音頭，富士電視台節目「欽ドン!（日语：欽ドン!）」的開場曲）
- 雷朋音頭／錢幣進行曲（ルパン音頭／銭形マーチ，於動畫電影「雷朋三世 雷朋VS複製人（日语：ルパン三世 ルパンVS複製人間）」中作主題曲，三波春夫亦在戲中為警察署長的角色擔任配音。）
- 小新音頭（しんちゃん音頭，曾用作卡通片「蠟筆小新」的結尾曲。
- 富士山（生前最後發表的歌曲）

### 著作
- すべてを我が師として（1964年/映画出版社）
- 歌藝の天地（1984年/PHP研究所）
- 三波春夫でございます（1993年/講談社）
- 言わねばならぬッ!（1998年/NHK出版/永六輔との共著）
- 聖徳太子憲法は生きている（1998年/小学館）
- 真髄　三波忠臣蔵（1999年/小学館）
- 熱血! 日本偉人伝（2000年7月/集英社インターナショナル）

## 脚注
1. ↑  「お客様は神様です」について （页面存档备份，存于） 三波春夫正式网站

## 外部連結
- 三波春夫オフィシャルページ* （页面存档备份，存于）
- NHK『知るを楽しむ　三波春夫 - わが愛しの日本人』
- 三波春夫顕彰碑（页面存档备份，存于）